# Regino Sáinz de la Maza
Regino Sáinz de la Maza y Ruiz (Burgos, 7 septembre 1896 — Madrid, 26 novembre 1981), est un guitariste, compositeur de musique classique et enseignant universitaire espagnol né à Burgos.
En 1981, il reçoit la médaille d'or du mérite des beaux-arts.

## Biographie
Regino Sáinz de la Maza est le frère aîné d'Eduardo Sáinz de la Maza, également guitariste et compositeur.
En 1906, à l'âge de 10 ans, Regino acquiert sa première guitare et commence ses études musicales avec Santiago Landache (solfège), José Nicolás Quesada (piano), et Eugenio Rodríguez Pascual (guitare). En 1910, sa famille déménage à Saint-Sébastien. Il étudie le piano avec Germán Cendoya, l'harmonie avec Beltrán Pagola (es) et la guitare avec Luis Soria (1851-¿?). À l'âge de 15 ans, il s'installe à Bilbao pour étudier avec Hilarión Leloup (1876-1939).
Le 13 mars 1913, Regino assiste à sa première classe à Madrid avec Daniel Fortea (1882-1953), son inoubliable maître. À 18 ans, il joue son premier concert au Teatro Arriaga de Bilbao. Sa carrière de concertiste commence vraiment lorsqu'il s'installe à Barcelone où il se lie d’amitié avec deux autres grands guitaristes de ce temps, Miguel Llobet (1878-1938) et l'autodidacte Andrés Segovia (1893-1987). Ils seront de ces guitaristes qui redonneront une place importante à leur instrument dans la musique classique, transcrivant les œuvres du passé pour élargir leur répertoire, mais aussi composant ou suscitant des œuvres nouvelles de compositeurs contemporains. Dès 1920, il sera également sera très proche de Federico Garcia Lorca avec lequel il entretiendra une profonde amitiés jusqu'à la mort de ce dernier en 1936.
La reconnaissance de l'art de Regino Sáinz de la Maza se fait rapidement internationale et ses tournées l’amènent en Amérique du sud, en France (1926), en Allemagne ou en Angleterre. Une reconnaissance qui le fera nommer professeur de guitare au Conservatoire de Madrid en 1935. Il sera aussi critique musical pour le journal ABC à partir de 1938.
Il collabore avec divers compositeurs dont Antonio José Martínez Palacios et Manuel de Falla et fait également la connaissance du compositeur Joaquín Rodrigo (1901-1999) qui lui dédie son célèbre Concerto d'Aranjuez que Regino Sáinz de la Maza créera triomphalement à Barcelone le 9 novembre 1940 puis à Madrid quelques jours plus tard (11/12/1940). C'est encore lui qui en gravera le premier enregistrement en 1948 sous la direction du prestigieux Ataulfo Argenta (1913-1958), avant que Narciso Yepes (1927-1997) ne devienne le grand interprète de cette œuvre devenue l'une des plus populaires de la littérature pour guitare et orchestre.
En 1958, après que sa ville natale, Burgos, lui eut rendu hommage, il intègre l'Académie Royale des Beaux Arts de Madrid, un symbole qui accorde enfin ses lettre de noblesse à la guitare et à son répertoire.
Reconnu et honoré en son pays, souvent éclipsé par d'autres en dehors, il a aussi été un essayiste qui a écrit sur l'histoire de son instrument.
Il décède à Madrid le 26 novembre 1981.

## Ce que l'on a dit de lui

### compte-rendu d'un concert parisien, 1er décembre 1926 (salle Erard)
Programme d’œuvres de Tarrega, Albeniz, Bach, Sor, Mozart, Collet, Samazeuilh, Sainz de la Maza.

#### "Journal des débats politiques et littéraire" - 8 décembre 1926[3]
La musique ancienne mise à l'honneur par les Chanteurs de Saint-Gervais nous fournit une transition pour rendre hommage à une expérience assez peu fréquente au concert, parce que très périlleuse. Il s'agit du récital de guitare, dont M. Sainz de la Maza vient de tenter favorablement l'épreuve, après Ségovia. Les sonorités de cet instrument, voisines de celles du clavecin, permettent la transcription des œuvres de Bach et de Mozart, M. Sainz de la Maza le démontra en interprétant la Sarabande et Bourrée, de Bach, avec un goût très sûr, ce qui ne fut pas pour amoindrir l'effet de sa virtuosité dans des variations sur des thèmes populaires espagnols,

#### "Excelsior"  - 9 décembre 1926[4]
La guitare de M. Sainz de la Maza apporte la griserie des nuits d'Espagne. C'est un plaisir dont nous ne pouvons guère être blasés, car la guitare ne court pas les rues chez nous, sinon aux mains des musiciens de carrefour. M. Sainz de la Maza tire parti des vibrations graves et cependant ténues de la guitare, avec un sûr instinct. Cet instrument prête aux thèmes de Bach tout autant qu'aux compositions d'Albeniz et de M. de la Maza lui-même, un captivant pouvoir.

#### "Le Ménestrel" - 10 décembre 1926[5]
Nous avons eu Segovia...
Et nous avons maintenant un autre incomparable guitariste, castillan cette fois-ci, Sainz de la Maza. Un artiste racé, de la lignée des Sor et des Tarrega. Et, qui plus est, compositeur distingué pour son instrument, dont il connaît à merveille les ressources polyphoniques.
Aussi bien son concert de la salle Erard avait attiré tous les dilettanti. Et ce fut justice. La dignité, la noblesse d'hidalgo, l'ardeur concentrée, la force persuasive, font de Sainz l'interprète idéal de la musique castillane. Il n'est pas jusqu'à son exécution de la Sarabande et Bourrée de Bach qui ne nous révèle le fond castillan d'une musique nourrie des pures traditions polyphoniques espagnoles recueillies par les disciples du Collegium Germanicum où enseigna Victoria...
Dans les œuvres de Sor, Sainz fut admirable. Il a su, d'autre part, traduire toute la fantaisie de la Sérénade de Samazeuilh, et je lui sais un gré infini de sa transcription si pittoresque de mon Boléro.
C'est par ses propres œuvres qu'il a achevé son beau programme. Et tous les auditeurs ont aimé son style mélodico- harmonique, ses fines irrisations modulantes de la Cantilena, de la Chanson populaire de Burgos, de la verveuse Andaluza et de la prestigieuse Zambra.
Sainz peut être fier de son début à Paris. Gageons qu'en Allemagne, où il se rend, ce sera le triomphe !

### échos de la tournée sud-américaine de 1937

#### "L'Art musical" - 5 février 1937[6]
Comme nous l'avions annoncé, une belle exposition industrielle et de la faune et de la flore colombiennes s'est ouverte à Bartanquilla le 20 décembre 1936.
En l'honneur du Président de la République et d'autres personnalités qui ont fait à cette occasion un petit séjour à Barranquilla, ont eu lieu diverses manifestations artistiques. Nous en signalons les principales.
Au Salon des Fêtes, de l'Hôtel du Prado, le célèbre guitariste espagnol, Régino Sainz de la Maza donna, avec la collaboration du remarquable pianiste (espagnol aussi) Joaquin Fuster. un beau concert. Sainz de la Maza est un instrumentiste doublé d'un talent de musicologue et de causeur. Quelques jours avant il donna entre nous une magnifique conférence sur ce sujet : Une leçon d'histoire musicale à travers la guitare moderne, la guitare ancienne et des guitaristes d'autrefois. En même temps il illustra sa délicieuse causerie avec les exécutions suivantes.
Pavane. de Louis Milan (1535), Gaillarde, d'Alphonse de Mudarka (1546), Fantaisie, de Louis de Narvaez (1538), Sarabande, Menuet, Bourrée, de Robert de Viséo (1682), Folies, de Gaspar Sanz (1674).